# フッ化ウラニル(VI)
フッ化ウラニル (UO2F2)は六フッ化ウランから八酸化三ウランまたは金属ウランを得る際の中間化合物で、六フッ化ウランを湿った空気と接触させることで発生する。水に非常に溶けやすく、吸湿性が高い。水と反応して鮮やかなオレンジ色から黄色に変色する。フッ化ウラニルは300℃までは安定で、それ以上の温度では分解して八酸化三ウランを生じる。このとき有毒なフッ素ガスを発生する。
六フッ化ウランを不用意に放出すると、フッ化ウラニルの固体微粒子で地面を汚染してしまう。
{\displaystyle {\ce {UF6\ + 2 H2O -> UO2F2\ + 4HF}}}
この反応は六フッ化ウランが固体・気体のどちらの状態でも起きるが、気体の場合は瞬時に反応が進む。多湿環境では、反応によって発生したフッ化水素酸と水の作用によりフッ化ウラニル水和物(UO2F2−nH2O)を生成する。

## 毒性
濃縮ウランから調製したフッ化ウラニルの場合は放射能の懸念が大きいが、通常は化学毒性の方がより重大である。人体に対して腐食性があるため、吸入したり皮膚に付着したりすると危険であり、命に関わる場合もある。曝露後しばらくしてから障害が現れるので注意が必要である。